# Leptophyton benayahui
Leptophyton benayahui är en korallart som beskrevs av van Ofwegen och Schleyer 1997. Leptophyton benayahui ingår i släktet Leptophyton och familjen Nephtheidae. Inga underarter finns listade i Catalogue of Life.